# Heinrich IV của Thánh chế La Mã
Heinrich IV (11 tháng 11 năm 1050 – 7 tháng 8 năm 1106) là con trai đầu của hoàng đế Heinrich III và nữ hoàng Agnes. Ông là Vua La Mã Đức từ năm 1056, rồi Hoàng đế La Mã Thần thánh từ năm 1084 đến khi bị con ông Heinrich V bắt từ bỏ ngai vàng vào năm 1105. Ông là vị hoàng đế thứ ba của nhà Salier và là một trong những nhân vật quyền lực và quan trọng nhất vào thế kỷ 11. Triều đại ông được đánh dấu bởi mâu thuẫn với Giáo hoàng và cuộc nội chiến giành quyền thừa kế ngai vàng Ý và Đức.

## Tiểu sử
Trong năm 1056 tại Aachen, Heinrich IV đã đăng quang là Vua của người Đức bởi Giáo hoàng Victor II, trong khi mẹ của ông, Agnes Poitou, trở thành nhiếp chính. Vào năm 1062 vị vua trẻ tuổi đã bị bắt cóc như là kết quả của cuộc đảo chính Kaiserswerth, một âm mưu của một nhóm quý tộc Đức dẫn đầu bởi Anno II, Tổng Giám mục Köln. Heinrich, trong thời gian cư trú ở Kaiserwerth, bây giờ là một phần của Düsseldorf, đã bị thuyết phục để lên một chiếc thuyền trên sông Rhein; thuyền đã bị kéo neo ngay lập tức và nhà vua nhảy xuống sông, nhưng ông đã được cứu bởi một trong những người chủ mưu và đưa đến Köln. Agnes về hưu ở một tu viện, và chính phủ đã được giao vào tay của Anno. Hành động đầu tiên của ông là hỗ trợ Giáo hoàng Alexanđê II chống lại Giáo hoàng đối lập Hônôriô II, người mà Agnes đã công nhận ban đầu, nhưng sau đó bị bỏ rơi không còn hỗ trợ. Sự cai trị của Anno tuy nhiên không được ưa chuộng.
Việc giáo dục và huấn luyện của Heinrich được giám sát bởi Anno, người được nhà vua gọi là thầy của mình, trong khi Adalbert của Hamburg, Đức Tổng Giám mục của Bremen, được xem là người hỗ trợ của Heinrich. Sự giáo dục của Heinrich dường như đã bị sao lãng, và bản chất ngoan cố và bướng bỉnh của ông phát triển theo các điều kiện của những năm đầu. Adalbert của Hamburg, một người uyển chuyển, nhanh chóng trở thành bạn tâm tình của một Heinrich không nhân đạo mấy. Cuối cùng, trong một sự vắng mặt của Anno ở Đức, Henry thành công nắm được quyền kiểm soát các nhiệm vụ dân sự của mình, để lại Anno chỉ còn với vai trò liên quan đến giáo hội.

### Những năm cai trị đầu tiên và các cuộc chiến tranh
Toàn bộ triều đại Heinrich đã được đánh dấu bởi những nỗ lực rõ ràng để củng cố quyền lực Hoàng gia. Trong thực tế, tuy nhiên, ông đã cẩn thận hành động để duy trì lòng trung thành của giới quý tộc và sự hỗ trợ của giáo hoàng. Năm 1066, ông ra khỏi Hội đồng Hoàng gia Adalbert của Hamburg, mà đã hưởng lợi từ vị trí của ông để làm giàu cá nhân. Heinrich cũng đã cho thông qua các biện pháp quân sự khẩn cấp chống lại dân ngoại đạo Slav, mà gần đây đã xâm lăng Đức và bao vây Hamburg.
Vào tháng 6 năm 1066 Heinrich kết hôn với công chúa Bertha của Savoy / Turin, con gái của Otto, Bá tước của Savoy, người mà ông đã đính hôn trong năm 1055. Trong cùng năm đó, theo yêu cầu của Đức Giáo hoàng, ông tập hợp được một đội quân để chiến đấu chống lại người Norman Ý ở miền nam Ý. Quân đội của Heinrich đã tới được Augsburg khi ông nhận được tin rằng Godfrey của Toskana, chồng của Matilda của Canossa có nhiều thế lực, nữ hầu tước của Toskana, đã tấn công quân Norman. Do đó, đoàn viễn chinh đã dừng lại. Trong năm 1068, do tính bốc đồng và không chung thủy của ông, Heinrich đã tìm cách ly dị Bertha. Lời yêu cầu của ông tại một hội đồng ở Mainz đã bị từ chối, bởi đại thần Giáo hoàng Peter Damian, người nhắc nhở rằng, nếu ông cứ khăng khăng tiếp tục đòi ly dị sẽ bị giáo hoàng mới, Giáo hoàng Alexanđê II, từ chối đăng quang. Heinrich vâng lời và vợ ông trở về cung điện. Heinrich tin rằng, sự đối lập của Giáo hoàng ít vì cuộc hôn nhân của mình mà vì muốn lật đổ quyền lực dân sự trong đế quốc, ủng hộ một hệ thống phân cấp của giáo hội.
Trong những năm cuối thập niên 1060, Heinrich đã bày tỏ quyết tâm của mình, giảm thiểu bất kỳ sự đối kháng và mở rộng ranh giới của đế chế. Ông dẫn đầu đoàn viễn chinh chống lại Lutici (một liên minh các bộ lạc Slav) và bá tước của một quận nằm phía Đông Sachsen; ngay sau đó ông đã phải dập tắt cuộc nổi loạn của Rudolf của Schwaben và Berthold của Kärnten. Nghiêm trọng hơn nhiều là cuộc đấu tranh của Heinrich với Otto của Nordheim, công tước xứ Bayern. Công tước này, người chiếm một vị trí có ảnh hưởng lớn ở Đức và là một trong những nhân vật chính của vụ bắt cóc Heinrich trước đó, đã bị buộc tội vào năm 1070 bởi một người nào đó tên Egino là đang hoạch định một âm mưu ám sát nhà vua. Nhà vua đã đòi Otto phải đấu kiếm với Egino ở Goslar, Otto lại không chấp nhận lời cáo buộc cũng như cuộc đấu kiếm và đòi hỏi một quyết định chung của các công tước. Vì vậy ông đã bị tước quyền công tước Bayern và bất động sản của ông ở Sachsen đã bị cướp bóc. Tuy nhiên, ông có được hỗ trợ đầy đủ để thực hiện một cuộc đấu tranh với nhà vua ở Sachsen và Thüringen cho đến 1071, khi ông quy phục tại Halberstadt. Heinrich đã làm dấy lên sự thù địch của những người Thüringen khi ông hỗ trợ Siegfried, Tổng Giám mục của Mainz, trong những nỗ lực của ông ta bắt nộp thuế thập phân. Đáng gờm hơn là sự thù hằn của người Sachsen, có nhiều nguyên nhân để chống lại nhà vua, con trai của kẻ thù của họ, Henry III, và người bạn của một người khác, Adalbert của Hamburg-Bremen.

### Xung đột với giáo hoàng Grêgôriô VII

#### Cải cách giáo hội
Động lực cho một cuộc cải cách nhà thờ đã bắt đầu rõ ràng trong triều đại của cha Heinrich, trong triều đại giáo hoàng ngắn nhưng hiệu quả của Giáo hoàng Lêô IX, người mà Heinrich III đã đề cử. Kể từ thời điểm đó, các sáng kiến cải cách đã được thực hiện bởi những người như Đức Hồng y Giám mục Humbert của Moyenmoutier và St. Peter Damian. Sau cái chết của Đức Hồng y Humbert, người đã kêu gọi quay trở lại với nguyên tắc kinh điển cũ của cuộc bầu cử tự do giáo hoàng và sự giải phóng của Giáo hội từ sự kiểm soát của thế lực thế tục, sự lãnh đạo của phong trào cải cách truyền cho những người trẻ tuổi, mà nhà sư Hildebrand từ Toskana, một tín đồ của Humbert, đứng đầu. Hildebrand lên ngôi giáo hoàng trong năm 1073 với tước hiệu Giáo hoàng Grêgôriô VII. Trong khi Heinrich tôn trọng các nghị định của Giáo hoàng trong các vấn đề tôn giáo để bảo đảm hỗ trợ của Giáo hội cho cuộc viễn chinh của ông ở Sachsen và Thüringen, Gregory đã thấy cơ hội để ép buộc chương trình nghị sự của Hội Thánh.

#### Tranh cãi việc bổ nhiệm giáo sĩ
Sự căng thẳng giữa đế quốc và Giáo hội lên đến đỉnh điểm trong các hội đồng từ 1074-1075, thiết lập một nỗ lực đáng kể để phá hỏng chính sách Heinrich III. Trong số các biện pháp khác, họ từ chối những người cai trị thế tục quyền phong các chức vụ cho các giáo sĩ; việc này đã có ảnh hưởng lớn ở Đức, nơi các giám mục thường cầm quyền các chư hầu có thế lực. Bằng quyết định này, họ giải thoát mình khỏi quyền lực của triều đình. Ngoài ra để khôi phục lại tất cả các đặc quyền bị mất vào tay các giáo sĩ, quyết định của Hội đồng tước quyền của hoàng đế gần một nửa số đất đai của ông ta. Điều này làm suy yếu sự thống nhất quốc gia, đặc biệt là ở các khu vực ngoại vi như Vương quốc Ý.
Đột nhiên thù địch với Gregory, Heinrich không chịu nhượng bước từ vị trí của mình: sau khi đánh bại Otto của Nordheim, ông vẫn tiếp tục can thiệp vào đời sống các giám mục Ý và Đức, bổ nhiệm các giám mục theo ý muốn của mình và tuyên bố quy định giáo hoàng là bất hợp pháp. Trong năm 1075, Grêgôriô VII vạ tuyệt thông một số thành viên của triều đình Hoàng gia và đe dọa sẽ làm như vậy đối với cả Heinrich. Hơn nữa, trong một hội nghị tôn giáo được tổ chức vào tháng 2 năm đó, Gregory thiết lập rõ ràng quyền lực tối cao của Giáo hội Công giáo, với Đế quốc dưới quyền của nó. Heinrich trả lời với một hội đồng tôn giáo đối lập của mình.
Sự khởi đầu của cuộc xung đột được biết tới như là cuộc tranh cãi việc bổ nhiệm giáo sĩ có thể được cho là từ đêm Giáng sinh 1075: Grêgôriô VII đã bị bắt cóc và bị giam cầm bởi Cencio I Frangipane, một quý tộc La Mã, trong khi ông đang hành lễ tại Santa Maria Maggiore ở Roma. Sau khi được giải phóng bởi những người La Mã, Grêgôriô VII cáo buộc Heinrich đã đứng đằng sau hành động này. Trong cùng năm đó, nhà vua đã đánh bại một cuộc nổi dậy của người Sachsen trong trận Langensalza đầu tiên và do đó rảnh rang để chấp nhận thách thức.

#### Chuyến đi Canossa
Tại Worms, vào ngày 24 tháng 1 năm 1076, một hội đồng các giám mục và các công tước ở Worms được triệu tập bởi Heinrich tuyên bố Grêgôriô VII bị lật đổ. Hildebrand trả lời bằng vạ tuyệt thông nhà vua và tất cả các giám mục được bổ nhiệm bởi ông ta vào ngày 22 Tháng 2 năm 1076. Trong tháng 10 năm đó một hội nghị của các công tước Đức tại Tribur đã cố gắng tìm một giải pháp cho cuộc xung đột, cho Heinrich một năm để ăn năn về hành động của mình, trước khi phê chuẩn vạ tuyệt thông được Giáo hoàng ký ở Schwaben vài tháng sau đó. Heinrich không ăn năn, và trông mong vào sự thù địch của các giáo sĩ Lombard chống lại Grêgôriô, ông quyết định dời đến Ý. Ông rời Speyer trong tháng 12 năm 1076, đã ăn mừng Giáng sinh ở Besançon và cùng với vợ và con trai của ông, ông đã vượt qua dãy núi Alps với sự giúp đỡ của Giám mục Turin và đến Pavia. Grêgôriô, trên đường tới hội đồng ở Augsburg và khi nghe được Heinrich đến gần, ẩn náu trong lâu đài của Canossa (gần Reggio Emilia), thuộc Matilda. Quân đội của Heinrich đóng gần đó.

Henry IV cầu xin Matilda của Canossa

Ý định của Heinrich, tuy nhiên, rõ ràng là để thực hiện việc ăn năn để vạ tuyệt thông của mình được hủy bỏ và đảm bảo ông ta có thể tiếp tục cai trị. Sự lựa chọn của một vị trí ở Ý để bày tỏ thái độ ăn năn, thay vì Augsburg, Không phải ngẫu nhiên: nó nhằm để củng cố quyền lực Hoàng gia ở một khu vực một phần thù địch với Giáo hoàng; để có thể làm chủ tình hình; và để phản đối thỏa hiệp được ký bởi giới quý tộc Đức và Giáo hoàng ở Tribur với một phe có thế lực của Đức đã hạ bệ Heinrich ở Worms, thông qua sự hiện diện cụ thể của quân đội ông ta.
Heinrich đã đứng trong tuyết giá bên ngoài cổng của lâu đài Canossa trong ba ngày, từ 25 tháng 1 - 27 Tháng 1 1077, cầu xin Giáo hoàng hủy bỏ bản án (phổ biến được miêu tả như là không mang giày, không có thức ăn hay chỗ trú ẩn, và chỉ mặc một áo lông thú dệt thô - xem Chuyến đi Canossa). Giáo hoàng sau đó đã dỡ bỏ vạ tuyệt thông, áp đặt một lời thề để thực hiện theo các điều kiện nhất định, mà Heinrich chẳng bao lâu vi phạm.

### Nội chiến và hồi phục
Rudolf of Rheinfelden, anh em rể của Heinrich, cùng với đồng minh quý tộc khác của Đức, đã lợi dụng sự yếu đuối nhất thời của nhà vua thực hiện một cuộc nổi dậy Sachsen lớn. Rudolf tuyên bố mình là nhà vua đối lập bởi một hội đồng của các công tước Sachsen, Bayern, và Kärnten vào tháng 3 1077 tại Forchheim. Ông hứa sẽ tôn trọng các khái niệm bầu cử của chế độ quân chủ và tuyên bố ông sẵn sàng thuần phục Giáo hoàng, và được Giáo hoàng đồng ý.
Mặc dù có những khó khăn này, tình trạng của Heinrich ở Đức được cải thiện trong những năm tiếp theo. Khi Rudolf được ban ngôi vua ở Mainz tháng 5 năm 1077 bởi một trong những kẻ âm mưu, Siegfried I, Tổng Giám mục của Mainz, dân chúng nổi dậy và buộc Rudolf, tổng giám mục, và các quý tộc khác phải trốn tới Sachsen. Nằm ở vị trí đó, Rudolf về địa lý và sau đó về quân sự đã bị Heinrich tước đoạt lãnh thổ của mình; sau này ông cũng bị lấy mất luôn Schwaben. Sau khi Trận Mellrichstadt (ngày 07 tháng 8 năm 1077) không mang lại kết quả và sự thất bại của các lực lượng của Heinrich tại Flarchheim (ngày 27 Tháng 1 năm 1080), Grêgôriô lại đổi ý theo hỗ trợ phe nổi dậy và lại vạ tuyệt thông Heinrich lần thứ 2 vào tháng 3 năm 1080, qua đó hỗ trợ nhà vua đối lập Rudolf. Tuy nhiên, bằng chứng về các hành động của Grêgôriô bắt nguồn từ sự thù ghét cho Hoàng đế đắc cử thay vì vì lý do thần học đã có một tác động cá nhân không thuận lợi lên uy tín và thẩm quyền của Giáo hoàng, dẫn tới việc nhiều người Đức quay ra ủng hộ Heinrich.
Ngày 14 tháng 10 năm 1080 quân đội của hai vị vua đối nghịch gặp nhau tại sông Elster Trắng trong trận đánh Elster, tại vùng đồng bằng ở Leipzig. Lực lượng của Heinrich một lần nữa phải chịu một thất bại quân sự nhưng đã chiến thắng với kết quả chiến lược: Rudolf đã bị trọng thương và chết vào ngày hôm sau ở Merseburg gần đó, và cuộc nổi loạn chống lại Heinrich mất đi cái đà của nó.
Ngay sau đó, một nhà vua đối lập khác, Hermann của Salm, nổi lên nhưng không có thực quyền, đã bị đánh bại bởi Frederick của Schwaben, người được Heinrich bổ nhiệm thay thế Rudolf ở Schwaben, người đã kết hôn với con gái của Heinrich, Agnes của Đức. Heinrich triệu tập một hội nghị tôn giáo của các giáo sĩ người Đức cao cấp nhất ở Bamberg và Brixen trong tháng 6 1080. Ở đó, Heinrich lại lật đổ Giáo hoàng Grêgôriô (người mà ông đã gọi là "nhà tu sĩ giả") và thay thế bằng giám mục đứng đầu của Ravenna, Guibert (bây giờ được biết tới như là Giáo hoàng đối lập Clêmentê III, mặc dù lúc đó không rõ ràng ai là chính danh vào thời điểm đó).

### Đăng quang hoàng đế và hạ bệ giáo hoàng
Heinrich tiến vào Pavia và lên ngôi vua của Ý, đón nhận Vương miện bằng sắt của Lombardia. Ông đã ban một loạt các đặc quyền cho các thành phố của Ý, đã ủng hộ ông, hành quân chống lại Matilda của Toskana, tuyên bố bà bị hạ bệ vì tội khi quân, và tịch thu tài sản của bà. Sau đó, ông đưa quân đến Roma, nơi ông ban đầu bị bao vây vào năm 1081: buộc phải rút về Toskana, nơi ông cấp đặc quyền cho nhiều thành phố khác nhau và nhận được tiền hỗ trợ (360.000 vàng miếng)  từ một đồng minh mới, hoàng đế Đông La Mã, Alexios I Komnenos, người muốn ngăn chặn những ý định của người Norman chống lại đế chế của mình.
Một cuộc tấn công thứ hai vào thành Roma vẫn không thành công đã được tiếp nối bởi một cuộc chiến tranh tàn phá ở miền bắc nước Ý với những người trung thành với Matilda. Đến cuối năm 1082, nhà vua mở một cuộc tấn công thứ ba vào Roma, và sau một cuộc bao vây kéo dài 7 tháng, thành phố rơi vào tay ông ta. Một hiệp ước đã được ký kết với người La Mã, đồng ý rằng các cuộc tranh cãi giữa nhà vua và giáo hoàng nên được quyết định bởi một hội đồng tôn giáo, và họ đã xúi Grêgôriô nên trao vương miện hoàng đế cho Heinrich hoặc họ phải lựa chọn một giáo hoàng khác. Grêgôriô, tuy nhiên, giam mình ở Castel Sant'Angelo, không chịu thỏa hiệp; cuộc họp Hội đồng đã thất bại, vì Henry đã ngăn cản sự tham dự của nhiều người ủng hộ giáo hoàng, và nhà vua, tuân theo hiệp ước của mình với Alexios, hành quân chống lại người Norman.
Người La Mã chẳng bao lâu giảm đi lòng trung thành của họ với giáo hoàng. Heinrich tới Roma lần nữa vào tháng 3 năm 1084, sau đó Gregory bị tuyên bố lật đổ và giáo hoàng đối lập Clêmentê III được bầu bởi những người La Mã. Vào ngày 31 tháng 3 năm 1084, Heinrich đã được đăng quang hoàng đế bởi Clêmentê và nhận quyền cai trị đế quốc. Bước kế tiếp của ông là tấn công các pháo đài vẫn còn trong tay của Grêgôriô. Grêgôriô đã được Robert Guiscard, công tước của Apulia, người đã rời bỏ cuộc bao vây Durazzo và đưa quân tiến về Roma cứu viện: Henry rời khỏi thành phố và Grêgôriô được giải thoát. Gregory chẳng bao lâu qua đời ở Salerno, trong năm 1085, nhưng trước đó có viết một lá thư cuối cùng, trong đó ông hô hào toàn thể tín đồ Kitô giáo tham dự vào một cuộc thập tự chinh chống lại Hoàng đế.
Cảm thấy an toàn về thành công của mình tại Ý, Heinrich trở về Đức. Ông đã trải qua năm 1084 để phô bày thế lực của mình ở đó, nơi mà các trường hợp cải cách vẫn còn có lý do để tiếp tục vì sự thuyết pháp của Otto của Ostia, vang lên đến tận Magdeburg ở Sachsen. Ông cũng tuyên bố hòa bình của Thiên Chúa trong tất cả các lãnh thổ đế quốc để làm nguội đi mọi xúi dục nổi loạn. Ngày 08 tháng 3 năm 1088 Otto của Ostia được bầu làm giáo hoàng với tên là Urbanô II. Với sự hỗ trợ của người Norman, ông rút phép thông công Clement III và Heinrich, người được mô tả là "một con quái vật bung ra từ lòng đất để tiến hành chiến tranh chống lại các Thánh của Thiên Chúa". Ông cũng đã thành lập một liên minh lớn chống lại Thánh chế La Mã, bao gồm, ngoài người Norman, còn có người Kievan Rus ' (Đông Slav), các cộng đồng Lombard như Milan, Cremona, Lodi, và Piacenza, và Matilda của Canossa, người đã tái hôn với Welf II của Bayern, do đó tạo ra một tập trung quyền lực quá dữ dội để được hoàng đế bỏ qua.

### Chiến tranh cốt nhục tương tàn

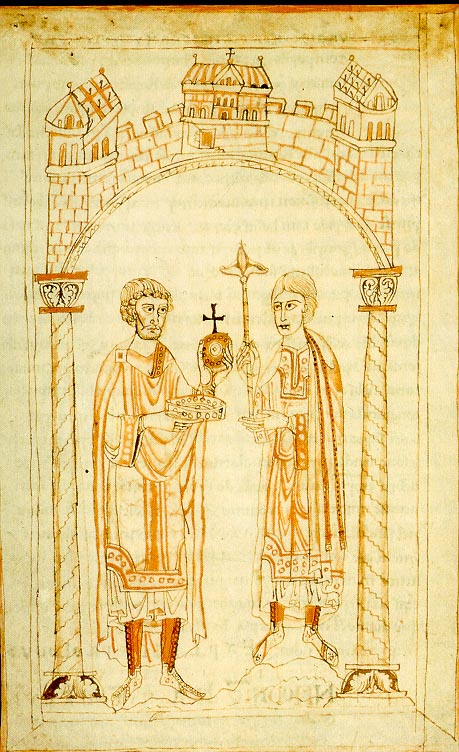
Heinrich IV từ chức cho Heinrich V, từ sử biên niên của Ekkehard von Aura

Năm 1088 Hermann của Salm chết, và Egbert II, bá tước Meissen, một kẻ thù lâu năm của Hoàng đế, tự xưng là người kế nhiệm của nhà vua đối lập. Heinrich đã cho một hội nghị ở Sachsen lên án ông ta và sau đó một hội nghị đế quốc ở Quedlinburg và Regensburg tương ứng, nhưng ông đã bị đánh bại bởi Egbert khi một đoàn quân đội cứu trợ đã đến cứu bá tước trong cuộc bao vây Gleichen. Egbert bị ám sát 2 năm sau, vào năm 1090, và cuộc khởi nghĩa không hiệu quả cùng ý vọng trở thành hoàng đế của ông ta tan vỡ.
Heinrich sau đó tiến hành cuộc chinh phạt thứ ba tại Ý. Sau một số thành công ban đầu chống lại các vùng đất của Canossa, thất bại của ông trong năm 1092 gây ra cuộc nổi loạn của các cộng đồng Lombard. Cuộc nổi dậy kéo dài khi Matilda thành công làm con trai cả của ông, Conrad, người đã lên ngôi vua của Ý tại Monza trong 1093, chống lại ông. Hoàng đế do đó thấy mình bị cắt rời từ Đức; ông không thể quay trở lại cho đến 1097. Ở chính tại Đức quyền lực của ông vẫn còn ở đỉnh cao. Matilda của Canossa đã bí mật chuyển giao tài sản của bà cho Giáo hội trong năm 1089, trước khi cuộc hôn nhân với Welf II của Bayern (1072-1120). Năm 1095, Welf II tức giận bỏ bà và cùng với cha của mình, chuyển lòng trung thành của mình sang Heinrich IV, có thể để đổi lấy một lời hứa là sẽ được kế nhiệm cha mình là công tước Bayern. Heinrich phản ứng bằng cách hạ bệ Conrad tại hội nghị đế quốc ở Mainz trong tháng 4 năm 1098, chỉ định con trai út của ông Heinrich (tương lai Heinrich V) làm người kế nhiệm, dưới lời thề rằng ông sẽ không bao giờ làm theo tấm gương của anh trai mình.
Tình hình trong đế quốc vẫn hỗn loạn, trở nên tồi tệ hơn bởi vì Heinrich lại tiếp tục bị vạ tuyệt thông bởi Giáo hoàng mới Pascalê II, được bầu vào tháng 1099, một tín đồ của những lý tưởng cải cách của Gregory VII. Nhưng lần này Hoàng đế, đạt được một số thành công trong nỗ lực của ông để khôi phục lại trật tự, có thể đủ khả năng để lờ đi lệnh cấm của giáo hoàng. Một chiến dịch thành công ở Flanders được theo sau trong 1103 bởi một hội nghị đế quốc tại Mainz, nơi những nỗ lực nghiêm trọng được thực hiện để khôi phục hòa bình, và chính Heinrich IV hứa sẽ tiếp tục cuộc thập tự chinh. Một động thái hiến pháp quan trọng hơn nữa của nhà Hohenstaufen đã được thực hiện trong năm 1101, nơi mà một cơ chế hòa bình mới cho toàn bộ đế chế, được gọi là Landfrieden, đã được ban hành, dưới quyền chủ đạo của Heinrich IV tại Mainz. Kế hoạch này đã bị tan vỡ trong năm 1104, tuy nhiên, do cuộc nổi dậy của người con trai Heinrich, người bị khích lệ bởi những tín đồ của giáo hoàng, tuyên bố ông không còn phải trung thành với người cha bị vạ tuyệt thông của mình. Sachsen và Thüringen đã chuẩn bị vũ khí; các giám mục ủng hộ chàng Heinrich còn trai trẻ, trong khi hoàng đế vẫn còn được hỗ trợ bởi các thành phố. Một cuộc chiến tranh rời rạc là điều bất lợi cho Hoàng đế, tuy nhiên, và ông bị bắt làm tù nhân tại một cuộc họp viện lý do là để hòa giải tại Koblenz. Tại một hội đồng đế quốc được tổ chức tại Mainz trong tháng 12, Henry IV đã buộc phải từ bỏ ngai vàng của mình, sau đó bị giam trong lâu đài Böckelheim. Ở đó, ông cũng buộc phải nói rằng ông đã vô cớ bắt bớ Gregory VII và bổ nhiệm Clement III bất hợp pháp làm giáo hoàng đối lập.

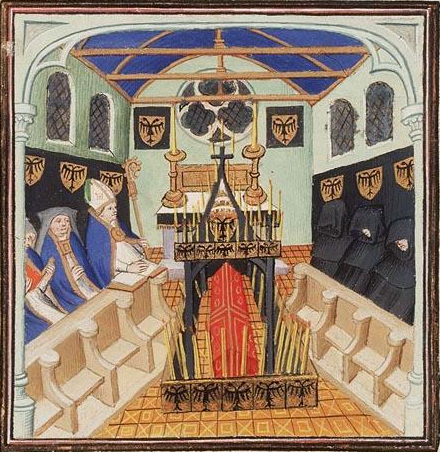
Đám tang của Heinrich IV

Khi tình hình được biết tới tại Đức, một phong trào bất đồng chính kiến mạnh mẽ lan rộng. Trong năm 1106 bên trung thành lập một đội quân lớn để chống lại Heinrich V và Paschal. Heinrich IV đã thành công trốn thoát đến Köln từ nhà tù của mình, tìm kiếm sự hỗ trợ đáng kể ở Rhineland Hạ. Ông cũng tham gia vào các cuộc đàm phán với các nước Anh, Pháp, và Đan Mạch.
Heinrich đã thành công đánh bại quân đội của con trai mình gần Vise, ở Lorraine, vào ngày 02 Tháng 3 1106. Ông qua đời ngay sau đó, tuy nhiên, sau 9 ngày bị bệnh, ở tuổi 56, trong khi ông là khách mời của bạn mình Othbert, Giám mục Liège. Ông được chôn cất bởi giám mục Liège với nghi lễ phù hợp, nhưng theo lệnh của đại sứ của giáo hoàng, xác ông đã bị khai quật, đưa đến Speyer, và được đặt trong nhà nguyện không được thờ cúng, được xây dựng ở phía bên hông của Nhà thờ Đế quốc. Sau khi được bỏ lệnh vạ tuyệt thông, hài cốt của ông được chôn cất ở nhà thờ chính tòa Speyer vào tháng 8 1111.

## Đánh giá
Heinrich IV khi lớn tuổi hiển thị nhiều khả năng ngoại giao, tự hạ mình tại Canossa có thể được coi là một động thái chính trị để củng cố vị trí của mình chấp nhận chịu bẽ mặt. Ông luôn tự coi là một người bạn của những người thuộc giai cấp thấp hơn, có khả năng quảng đại và lòng biết ơn, và cho thấy kỹ năng quân sự đáng kể và tinh thần hiệp sĩ tuyệt vời.